# Кунду
Кунду (на френски: Koundou) е град и община в южна Гвинея, регион Нзерекоре, префектура Гекеду. Населението на общината през 2014 година е 28 067 души.